# Neoerastria undulifera
Neoerastria undulifera är en fjärilsart som beskrevs av Walker 1856. Neoerastria undulifera ingår i släktet Neoerastria och familjen nattflyn. Inga underarter finns listade i Catalogue of Life.